# Gardiner Island (Nunavut)
Gardiner Island – mała niezamieszkana wyspa w Zatoce Frobishera, w Archipelagu Arktycznym, w regionie Qikiqtaaluk, na terytorium Nunavut, w Kanadzie. W pobliżu Gardiner Island położone są wyspy: Algerine Island, Alligator Island, Anchorage Island, Aubrey Island, Beveridge Island, Camp Island, Coffin Island, Crimmins Island, Crowell Island, Dog Island, Emerick Island, Frobisher's Farthest, Kudlago Island, Kungo Island, Jenvey Island, Low Island, Luella Island, Mark Island, Metela Island, Mitchell Island, Pichit Island, Pink Lady Island, Ptarmigan Island, Quadrifid Island, Sale Island, Sybil Island i Thompson Island.